# Ye Peijian
Ye Peijian (chinesisch 葉培建 / 叶培建, Pinyin Yè Péijiàn), * Januar 1945 in Haichao, Jiangsu, ist ein chinesischer Ingenieur. Er war der Chefkonstrukteur der ersten chinesischen Mondsonden, wofür ihm nach einem entsprechenden Beschluss des Ständigen Ausschusses des Nationalen Volkskongresses von Staatspräsident Xi Jinping am 17. September 2019 der Nationale Ehrentitel „Wissenschaftler des Volkes“ (人民科学家) verliehen wurde.
Seit 2003 ist Ye Peijian Mitglied der Chinesischen Akademie der Wissenschaften.

## Kindheit und Jugend
Ye Peijians Eltern waren beide Soldaten der Zentralchinesischen Feldarmee (华中野战军) der KPCh. Er wurde im Januar 1945 im Dorf Haichao (海潮村) der Großgemeinde Huzhuang (胡庄镇) des damaligen Kreises Taixing in der Provinz Jiangsu geboren. Als die Einheit seiner Eltern im Juli 1946 im Rahmen der „Operation Zentraljiangsu“ (苏中战役) nach Norden vorrückte, wurde der kleine Junge bei seiner Großmutter mütterlicherseits im Dorf Lixiuhe (李秀河村) der Gemeinde Yuxiu (毓秀乡, heute Gemeinde Gensi/根思乡) von Taixing in Pflege gegeben.
Ab 1951 besuchte Ye Peijian die Grundschule in Lixiuhe. Als sein Vater ein Jahr später aus dem Koreakrieg heimkam, begann er bei ihm in der Kaserne zu wohnen, zuerst in Nanjing, dann in Hangzhou und schließlich in Huzhou, Provinz Zhejiang. Die häufigen Versetzungen seines Vaters wirkten sich nicht negativ auf seine schulischen Leistungen aus. Beim Sport war er zwar nie gut, aber er benötigte nur zwei Jahre, um den Stoff der im Regelfall 3 Jahre dauernden Unterstufe des Gymnasiums (初中) zu bewältigen. Daraufhin wurde er von der Schulleitung direkt an das Huzhou-Gymnasium geschickt, wo er 1962 Abitur machte.

## Anfänge als Ingenieur in der Nachrichtentechnik
Eigentlich wollte Ye Peijian in den Auswärtigen Dienst, aber sein Vater meinte, dass sich China gerade im Aufbau befände und Ingenieure benötige. Da sich Ye Peijian für Flugzeuge interessierte, bewarb er sich daraufhin bei der Universität für Luft- und Raumfahrt Peking und der Universität für Luft- und Raumfahrt Nanjing, wurde dann aber am Ende von der Zhejiang-Universität in Hangzhou angenommen, wo er Nachrichtentechnik studierte und 1967 seinen Abschluss als Diplomingenieur machte. Ein Jahr später – 1966 war die Kulturrevolution ausgebrochen – wurde er der 529. Fabrik des Siebten Ministeriums für Maschinenbauindustrie zugewiesen, wo die Endmontage von Chinas erstem Satelliten Dong Fang Hong I stattfand. Bis 1978 war er dort bei der Prüfung und Eichung von digitalen Messgeräten tätig.

## Promotion
1978, unter dem Eindruck der Reform- und Öffnungspolitik, verspürte Ye das Bedürfnis, weiter zu studieren. Nach dem Bestehen der Aufnahmeprüfung wurde er als postgraduierter Student am damaligen Institut für Weltraumsteuerungstechnik der Chinesischen Akademie für Weltraumtechnologie in Peking aufgenommen. Nachdem er auch Fremdsprachenkenntnisse nachweisen konnte, bekam er 1980 ein Stipendium für die Schweiz, wo er sich an der Faculté des Sciences der Universität Neuenburg einschrieb und als Doktorand am Institut de Microtechnique (seit 1. Januar 2009 der ETH Lausanne angeschlossen) studierte. 1985 promovierte Ye Peijian mit einer Arbeit zu „Automatische Online-Erkennung handgeschriebener chinesischer Texte durch Computer“.

## Aufstieg zum Forschungsleiter und Chefingenieur
Im August 1985 kehrte Ye Peijian nach China zurück und begann wieder beim Forschungsinstitut 502 zu arbeiten, ein Jahr später trat er – wie sein in der Kulturrevolution ums Leben gekommener Vater – in die Kommunistische Partei Chinas ein. Beim Forschungsinstitut 502 war Ye zunächst an der Entwicklung eines Infrarot-Messgeräts zur Identifizierung erhitzter Wagonachsen beteiligt, mit dem die Bahnhöfe der Chinesischen Staatsbahn ausgestattet wurden, was für die Akademie für Weltraumtechnologie hohe Einnahmen generierte. Bald stieg Ye Peijian zum Leiter des Forschungsinstituts 502 auf, dann 1989 zum Chefingenieur der Abteilung für Datenverarbeitung in der Hauptverwaltung.

## Entwicklung des Satelliten Ziyuan-2 und des Chang’e Programms
1995 war er als technischer Leiter an der Entwicklung des VAST-Systems für die Satellitenkommunikation der Shenzhen Stock Exchange beteiligt, was der Firma große Einnahmen bescherte. Danach war er als Chefkonstrukteur der Erdbeobachtungssatelliten vom Typ Ziyuan-2 (中国资源二号卫星) nur noch mit Raumfahrt beschäftigt. Der erste dieser Satelliten, die in Echtzeit Messdaten an die Bodenstation übermitteln,
startete am 1. September 2000, der zweite am 27. Oktober 2002
und der dritte am 6. November 2004.
Bei Ziyuan 2-01 gab es ein ernsthaftes Problem – einen Tag nach dem Start vom Kosmodrom Taiyuan brach der Kontakt zu dem Satelliten ab. Dies war der erste Satellit, für den Ye Peijian als Chefkonstrukteur verantwortlich war, und die Fehlfunktion stellte eine starke psychische Belastung für ihn dar. Am Ende gelang es ihm dann aber doch, über die Bodenstation Changchun des Satellitenkontrollzentrums Xi’an die entsprechenden Steuerbefehle an den Satelliten zu übermitteln, der daraufhin seine reguläre Arbeit wieder aufnahm. Mit gut vier Jahren übertraf Ziyuan 2-01 seine an sich erwartete Lebensdauer von zwei Jahren um mehr als das doppelte.

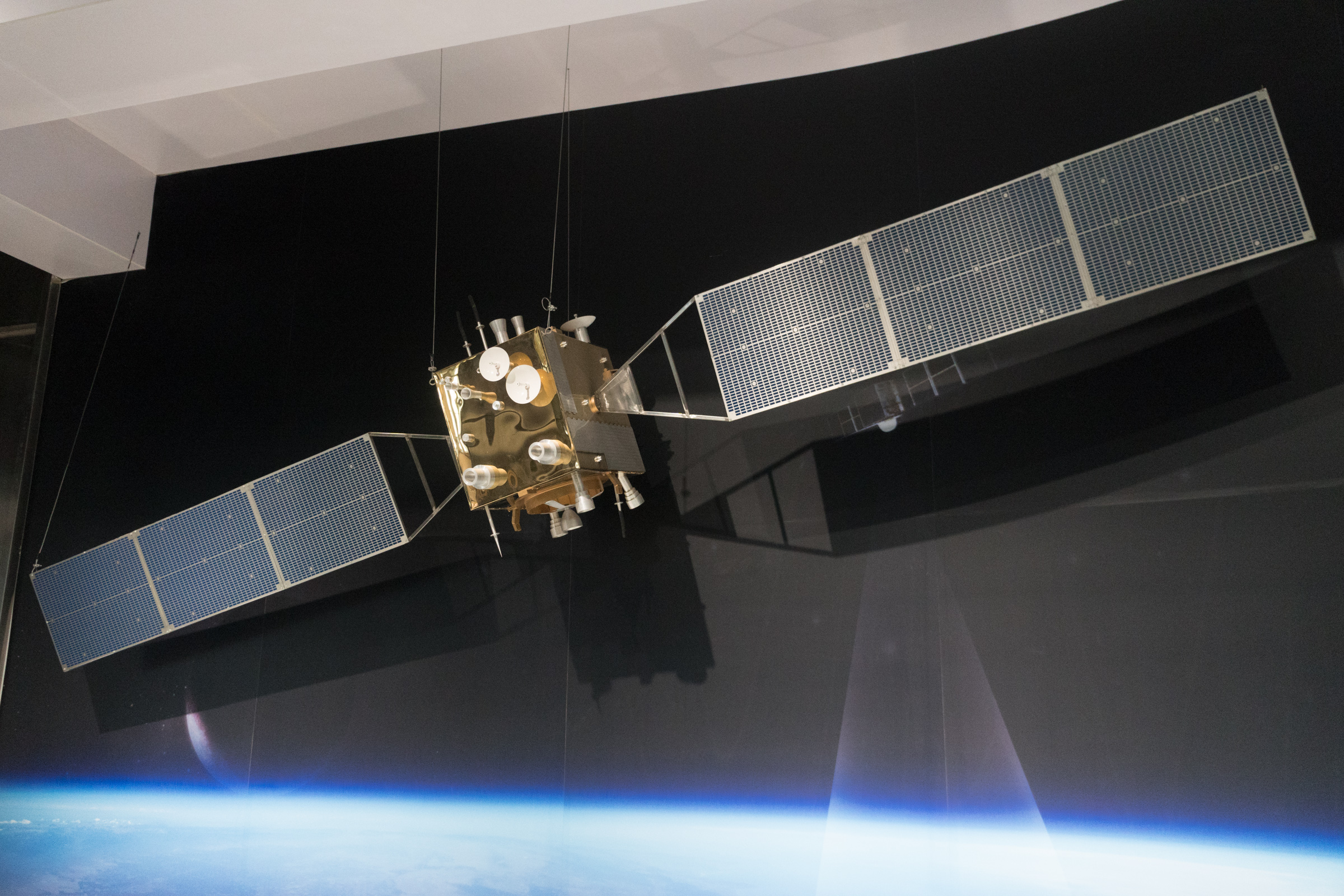
Modell von Chang’e 1

2004 wurde auf Basis der Ziyuan-Satelliten Chinas erste Mondsonde Chang’e 1 konstruiert. Die wichtigen Systeme, hochauflösende CCD-Kamera etc. waren alle von Ziyuan-2 und dessen Vorgänger Ziyuan-1 übernommen.
Natürlich waren Tiefraumsonden, vor allem was die Kommunikation über weite Entfernungen angeht, wesentlich anspruchsvoller als ein Satellit in der Erdumlaufbahn, aber mit seinem alten Team konnte Ye alle Schwierigkeiten bewältigen. Chang’e 1 und Chang’e 2 basierten noch auf dem bewährten DFH-3-Bus der Chinesischen Akademie für Weltraumtechnologie. Chang’e 3 und ihre Schwestersonde Chang’e 4 waren dagegen völlige Neuentwicklungen, ebenso wie die Rückkehrsonde Chang’e 5, die mit ihrer Kombination aus Orbiter, mit Atmosphärenbremsung und Fallschirm absteigender Rückkehrkapsel und auf einem Triebwerk autonom manövrierendem Lander die Basis für die Marssonde Yinghuo-2 bildete.
Als die Chinesische Akademie für Weltraumtechnologie, wegen der englischen Bezeichnung China Academy of Space Technology oft „CAST“ abgekürzt, im April 2016 offiziell mit der Entwicklung von Chang’e 4 (eine an neue Nutzlasten angepasste und grundlegend überarbeitete Version von Chang’e 3) und Tianwen-1 begann, gab Ye Peijian, mittlerweile 71 Jahre alt, den Posten des Chefkonstrukteurs an seinen langjährigen Stellvertreter Sun Zezhou ab. Er ist jedoch weiterhin als Berater bei CAST angestellt.
Daneben arbeitet Ye Peijian als Wissenschaftsrat im Rang eines Professors (研究员) für die Polytechnische Universität Harbin, die Universität für Luft- und Raumfahrt Peking und die Xiamen-Universität als Doktorandenbetreuer.
An der Universität für Luft- und Raumfahrt Nanjing ist er seit dem 16. Mai 2019 Dekan der Fakultät für Raumfahrttechnik.
Seit Anfang 2021 ist Ye Peijian Chefredakteur der englischsprachigen, von der Chinesischen Akademie für Weltraumtechnologie in Zusammenarbeit mit der Technischen Universität Peking und Science herausgegebenen Fachzeitschrift Space: Science & Technology.

## Politisches Engagement
Am 12. Januar 2017 wurde der Hauptgürtel-Asteroid 456677, auch bekannt als 2007 RM119, nach ihm benannt.
Von März 2008 bis März 2018 war Ye Peijian Mitglied der Politischen Konsultativkonferenz des chinesischen Volkes, allerdings nicht für die KPCh, die damals in dieser Ständevertretung nur 99 von 2237 Abgeordneten stellte, sondern für den Chinesischen Verein für Wissenschaft und Technologie (中国科学技术协会, Pinyin Zhōngguó Kēxué Jìshù Xiéhuì), ein Dachverband für derzeit (2022) 211 naturwissenschaftlich-technische Organisationen, von der Chinesischen Mathematiker-Vereinigung (中国数学会) über den Verein Chinesischer Maschinenbauingenieure (中国机械工程学会) bis zum Chinesischen Pflanzenschutzverein (中国植物保护学会).
Ye Peijian vertritt nicht immer die Linie der Partei. So gilt zum Beispiel in China seit 1966 ein striktes Verbot von Weltraumrennen. In einem Interview mit dem staatlichen Nachrichtensender CCTV-13 am 6. März 2017 verglich Ye Peijian jedoch den Weltraum mit dem Südchinesischen Meer und verwies darauf, dass die Ming-Dynastie im Jahr 1433 mit der Einstellung der staatlichen Seefahrt – nicht durch äußeren Zwang, sondern aus blinder Selbstüberschätzung – einen historischen Fehler begangen hatte.
China hatte so nicht nur im Zeitalter der Entdeckungen keine Rolle mehr gespielt, sondern auch die naturwissenschaftliche Revolution versäumt und war so ein Opfer ausländischer Mächte geworden. Ye Peijian forderte, dass sich das nicht wiederholen dürfe. Der Mond entspräche den Senkaku-Inseln, der Mars dem Scarborough-Riff. Jetzt könne China diese Ziele erreichen. Wenn man jetzt nicht dorthin fliegen würde und das Terrain anderen überließe, würden die Chinesen späterer Generationen das den heutigen Entscheidungsträgern nie verzeihen. Dieses Interview wurde und wird in China bis heute heftig und kontrovers diskutiert, wobei zum Beispiel die China Aerospace Science and Technology Corporation der geschichtsbasierten Argumentation von Ye Peijian folgt.

## Als Chefkonstrukteur geleitete Projekte
- Ziyuan 2
- Chang’e 1
- Chang’e 2
- Chang’e 3
- Chang’e 5-T1